# Walter M601
O Walter M601 é um motor aeronáutico turboélice produzido pela Walter Aircraft Engines da República Checa. Sendo este o primeiro turboélice da empresa, o M601 é utilizado em aeronaves comerciais, executivas, agrícolas e de treinamento militar.

## Desenvolvimento
O turboélice foi projetado para uso no LET L-410 e fez seu primeiro teste em 1967. Ele não foi adequado ao protótipo do L-410 e a empresa desenvolveu uma versão atualizada, o M601A, com um diâmetro pouco maior.

## Variantes
M601A
Versão inicial de produção para as primeiras versões do Let L410.
M601B
Versão de produção para o Let L410UVP.
M601D
Desenvolvido para o Let L410UVP.
M601D-1
Versão para operações agrícolas com alto-ciclo, usado no PZL Kruk e Ayres Thrush.
M601D-2
Versão especial para aeronaves de páraquedistas, utilizado no Do-28.
M601D-11
Versão para aeronaves agrícolas e de páraquedistas, com um Time between overhaul (TBO) maior, de até 1.800 horas.
M601D-11NZ
Versão com menor potência para uso no FU-24 Fletcher.
M601E
Desenvolvido para o Let L410UVP-E.
M601E-11
Motor de uso geral com sub-versões de diferentes TBO's.
M601E-11A
Versão do 11 para operação em altas altitudes e modificado com um sistema de sangria de ar de baixa pressão para aeronaves pressurizadas.
M601E-21
Versão para o L410-UVP-E utilizado em operações em dias quentes e altas altitudes.
M601F
Versão proposta para o L420.
M601FS
M601F-11
M601F-22
M601F-32
M601FS;
M601T
Versão para uso no avião acrobático PZL Orlik.
M601H-80agora General Electric H80
M601Z
Versão para uso no avião agrícola Z-37T.

## Aplicações
- Aerocomp Comp Air 10 XL
- Aerocomp Comp Air 7
- Ayres Thrush
- Dornier Do 28
- Lancair Propjet
- Let Z-37T - TurboČmelák (AgroTurbo)
- LET L-410
- Let L-420
- Myasishchev/SOKOL M-101T
- PAC FU-24 Fletcher
- Progress Rysachok
- PZL-106 Kruk
- PZL-130 Orlik
- SMG-92 Turbo Finist